# Stomaphis mordvilkoi
Stomaphis mordvilkoi är en insektsart som beskrevs av Hille Ris Lambers 1933. Stomaphis mordvilkoi ingår i släktet Stomaphis och familjen långrörsbladlöss. Inga underarter finns listade i Catalogue of Life.